# 紀元前733年
紀元前733年（きげんぜん733ねん）は、西暦（ローマ暦）による年。紀元前1世紀の共和政ローマ末期以降の古代ローマにおいては、ローマ建国紀元21年として知られていた。紀年法として西暦（キリスト紀元）がヨーロッパで広く普及した中世時代初期以降、この年は紀元前733年と表記されるのが一般的となった。

## 他の紀年法
- 干支 : 戊申
- 中国
  - 周 - 平王38年
  - 魯 - 恵公36年
  - 斉 - 荘公贖62年
  - 晋 - 孝侯7年
  - 秦 - 文公33年
  - 楚 - 武王8年
  - 宋 - 宣公15年
  - 衛 - 桓公2年
  - 陳 - 桓公12年
  - 蔡 - 宣侯17年
  - 曹 - 桓公24年
  - 鄭 - 荘公11年
  - 燕 - 鄭侯32年
- 朝鮮
  - 檀紀1601年
- ユダヤ暦 : 3028年 - 3029年

## できごと
- 衛の桓公が弟の州吁を追放した。